# LGA 771
L'LGA 771 (chiamato anche Socket J) è il socket che Intel ha introdotto per le CPU Xeon DP di nuova generazione basate sui core Dempsey e, successivamente, Woodcrest. Ha di fatto soppiantato i Socket 603 e 604, utilizzati fino agli Xeon precedenti.
Il termine LGA sta per Land Grid Array e sta ad indicare che i pin di contatto non sono più sul processore, ma direttamente sul socket. Il nuovo design che prevede i pin sul socket, introdotto originalmente con il Socket 775 per gli ultimi Pentium 4 e Pentium D, dopo un inizio un po' stentato sta acquistando fiducia da parte degli sviluppatori. Ora anche il settore server di Intel è passato alla nuova tipologia e anche gli AMD Opteron X2 dotati di controller memoria DDR2, utilizzano un nuovo socket, il Socket F (o Socket 1207) di tipo LGA.